# Alfred Aleksander Wieczorek
Alfred Aleksander Wieczorek (ur. 21 czerwca 1940 w Bydgoszczy) – polski muzyk kontrabasista, koncertmistrz i wykładowca, w latach 1962–2007 muzyk w Orkiestrze Filharmonii Narodowej.

## Działalność artystyczna
W roku 1959 ukończył z wyróżnieniem Państwowe Liceum Muzyczne w Bydgoszczy - w klasie Czesława Nawrockiego. W latach 1959–1965 studiował w Akademii Muzycznej w Warszawie grę na kontrabasie u Tadeusza Pelczara.
W Filharmonii Narodowej pracował od roku 1961. Współpracował przez długi czas z Zespołem Kameralistów Filharmonii Narodowej pod kierunkiem Karola Teutsha. Jako pierwszy kontrabasista po wojnie grał w nowym gmachu filharmonii koncert solo z orkiestrą pod dyrekcją Arnolda Rezlera. Był to koncert G-Dur Domenico Dragonettiego, napisany na kontrabas i fortepian. Aranżację na orkiestrę przygotował Jan Michał Wieczorek. 
Pod kierunkiem Alfreda Wieczorka grę na kontrabasie studiował Tadeusz Wielecki.